# 上村巍
上村巍（かみむら たかし、1944年〈昭和19年〉1月1日 - ）は、日本の実業家。共同ピーアール株式会社会長。

## 人物
- 1944年（昭和19年）1月1日生。鹿児島県出身。
- 中央大学法学部卒業。[2]

## 経歴
- 1973年（昭和48年）3月　共同ピーアール株式会社入社。
- 1988年（昭和63年）2月　取締役。
- 2004年（平成16年）1月　取締役業務本部業務推進部担当。
- 2008年（平成20年）3月　常務取締役第6業務局局長兼第1業務局・第3業務局・第5業務局担当。
- 2009年（平成21年）1月　常務取締役第6業務局局長兼営業統括担当・第1業務局・第3業務局・第5業務局担当。
- 2010年（平成22年) 2月　常務取締役第1業務局・第3業務局・第5業務局・第6業務局・第1開発局・第2開発局担当 海外戦略担当。
- 2011年（平成23年）12月　常務取締役業務本部担当。
- 2012年（平成24年）2月　代表取締役社長。[2]
- 2015年（平成27年）3月　取締役会長 。新社長は谷鉄也取締役が昇格。[3]
- 2016年 （平成28年）3月　取締役会長を退任 [4]
- 2019年（平成31年）4月　株式会社ジャック・インターナショナル　代表取締役会長